# Kartoffel des Jahres

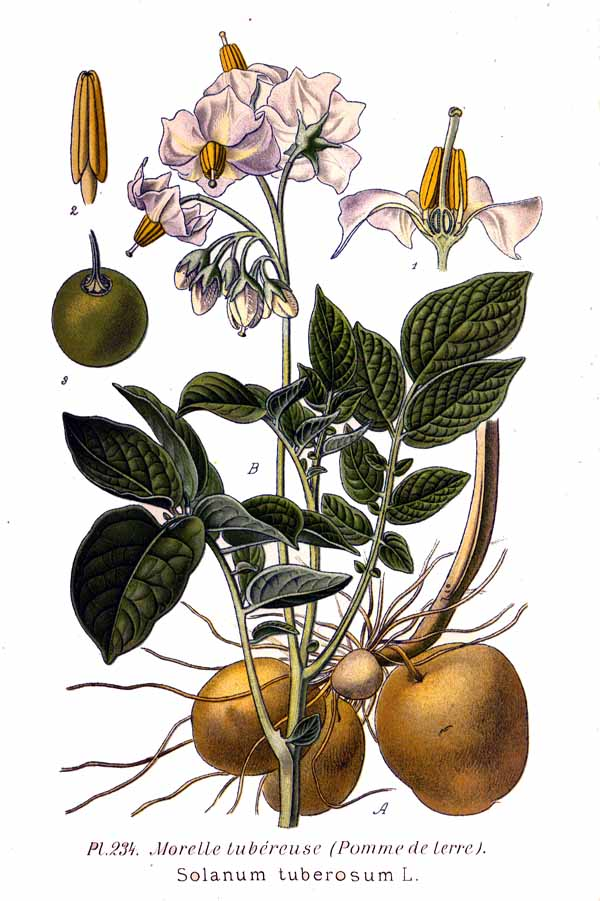
Die Kartoffelpflanze

Die Auszeichnung Kartoffel des Jahres wird in Deutschland seit 2006 von einem Gremium aus Vertretern deutscher Umwelt- und Verbraucherverbände sowie landwirtschaftlicher Organisationen vergeben.
Mit der Auszeichnung soll auf die Vielfalt der Kartoffelsorten hingewiesen werden, damit diese erhalten und gefördert wird. Die Kartoffel ist ein Teil des kulturellen und kulinarischen Erbes. Ein Kriterium für die Wahl ist, dass die Sorte etwas „geleistet“ haben muss oder etwas Außergewöhnliches aufweist. Darunter fallen solche Eigenschaften wie Resistenz gegen Schädlinge, charakteristischer Geschmack oder Farbe oder eine besondere Anbauwürdigkeit.
Jedes Jahr stehen sechs Sorten zur Vorauswahl. Dabei handelt es sich ausschließlich um Sorten, die älter als 30 Jahre sind oder aus bäuerlicher Züchtung stammen und damit ohne Gebühren nachgebaut werden können.

## Jury
Am 29. März 2006 wählte die Jury bestehend aus dem Projekt Lüneburger Landgarten am Freilichtmuseum am Kiekeberg, dem Kompetenzzentrum Ökolandbau Niedersachsen, dem Biolandhof Karsten Ellenberg, dem Verein zur Erhaltung der Nutzpflanzenvielfalt e. V. und Slow Food Hamburg erstmals den Blauen Schweden zur Kartoffel des Jahres. 
Im Jahr 2007 wurde die Jury die um Bioland Deutschland, Arbeitsgemeinschaft bäuerliche Landwirtschaft und den Verein zur Erhaltung und Rekultivierung von Nutzpflanzen in Brandenburg (VERN) erweitert, dafür schieden 2008 die Vertreter vom Projekt Lüneburger Landgarten und dem Kompetenzzentrum Ökolandbau Niedersachsen aus, Misereor, das Thüringische Kloßmuseum und der Ökoring Niedersachsen ergänzten das Gremium. 2009 war in der Jury statt des Ökoringes Niedersachsen wieder das Kompetenzzentrum Ökolandbau Niedersachsen vertreten.
Im Jahr 2011 war in der Jury statt des Thüringer Kloßmuseums der Kartoffelzüchter und Händler Peter Glandien (Tartufflis erlesene Kartoffeln) vertreten. In der Jury des Jahres 2012 war Misereor nicht mehr vertreten.
Die neun Mitglieder der Auswahljury, zusätzlich zum Vorjahr war das Freilichtmuseum am Kiekeberg vertreten, wählten die Kartoffel Rosa Tannenzapfen zur Kartoffel des Jahres 2013. 
2015 wurde das zehnköpfige Entscheidungsgremium ergänzt um den Initiator der "Kartoffel des Jahres" Wilfried Stegmann. 2018 folgte Stefan Zimmermann, Museumsdirektor im Freilichtmuseum Kiekeberg seinem Vorgänger Prof. Rolf Wiese. Zudem wurde Gerhard Wacha vom Biogartenversand Jeebel neu in das Gremium aufgenommen, während Karsten Ellenberg seine Mitarbeit ruhen ließ. 

## Kartoffel des Jahres
| Jahr | Name                     | Abbildung | Aus der Begründung für die Wahl                                                               | Anmerkung |
| ---- | ------------------------ | --------- | --------------------------------------------------------------------------------------------- | --- |
| 2006 | Blauer Schwede           |           | „Kartoffeln müssen nicht immer nur gelb sein.“                                                | Die Wahl fiel auf diese Kartoffel, weil sie beispielhaft für die Farb- und Formenvielfalt der Kartoffelsorten und ihrer Zubereitungsmöglichkeiten steht. |
| 2007 | Linda                    |           | „Weil sie gerettet werden muss...“                                                            | Es sollte ein Zeichen für den weiteren Fortbestand des Anbaus dieser Kartoffel gesetzt werden. |
| 2008 | Bamberger Hörnchen       |           | „in Feinschmeckerkreisen verehrte Sorte...“                                                   | Die Kartoffel steht als Beispiel für eine alte, vom Aussterben bedrohte Sorte. Mit der Auszeichnung soll die bereits seit 1819 in Deutschland dokumentierte Kartoffel im Fortbestand gefördert werden. |
| 2009 | Adretta                  |           | „Bedeutende DDR-Sorte, die die Wende überlebt hat...“                                         | Die mehlig kochende Sorte aus der ehemaligen DDR ist auch heute noch sehr beliebt und vielseitig verwendbar und wird auch nach Ablauf des Sortenschutzes regulär gehandelt. |
| 2010 | Sieglinde                |           | „Von 1945 bis 1970 der Star am Kartoffelhimmel...“                                            | Die Wahl fiel auf die Sorte, weil sie seit 75 Jahren in Deutschland als Speise- und Pflanzkartoffel im Handel ist. Sie ist damit die älteste noch zugelassene Kartoffelsorte. |
| 2011 | Ora                      |           | „Mehlig kochende DDR-Sorte, perfekt für Püree...“                                             | Die 1952 in der DDR zugelassene Sorte wurde gewählt, um ein Zeichen für die Kartoffelvielfalt und gegen die Abhängigkeit von der Saatgutindustrie zu setzen. |
| 2012 | Bintje                   |           | „80 Jahre alte Schönheit aus Holland...“                                                      | Die 1905 in den Niederlanden gezüchtete Sorte wurde in den 1970/80er Jahren als Sorte für die Herstellung von Pommes frites und Kartoffelchips bekannt. |
| 2013 | Rosa Tannenzapfen        |           | „Intensiver Geschmack und schöne Farbe...“                                                    | Die Wahl fiel auf diese Kartoffelsorte wegen ihres intensiven Geschmacks und der ungewöhnlichen Form. |
| 2014 | Granola                  |           | „Guter Geschmack und ungemein vielseitig verwendbar...“                                       | Die Sorte hatte schon im Zulassungsjahr 1975 viele gute Eigenschaften, die Anbauer und Verbraucher auch heute noch schätzen. Granola ist gut an die Bedingungen unterschiedlicher Standorte angepasst und damit für viele Regionen und Klimazonen geeignet und bietet sichere und hohe Erträge unabhängig von Standort und Klima. Die Kartoffel ist mittelfrüh, vorwiegend festkochend und verfügt über eine schöne gelbe Fleischfarbe. |
| 2015 | Heideniere               |           | „Wiederentdeckte Sorte mit herausragendem Geschmack...“                                       | Diese von 1953 bis 1966 in der Bundesrepublik Deutschland zugelassene Sorte wurde in Genbanken der DDR (in Gatersleben und Groß Lüsewitz) erhalten. Nach der Wende wurde sie durch den Verein zur Erhaltung und Rekultivierung von Nutzpflanzen (VERN) rekultiviert. Seit 2011 ist die Heideniere als Erhaltungssorte beim Bundessortenamt wieder zugelassen.                                                                           |
| 2016 | Nicola                   |           | „Unkomplizierte Sorte, gute Qualität...“                                                      | Die 1973 in die Bundessortenliste aufgenommene Kartoffel gilt als Allrounderin in der Küche. |
| 2017 | Weinberger Schloßkipfler |           | „Hörnchenförmige Rarität aus Österreich...“                                                   | |
| 2018 | Rote Emmalie             |           | „Rotfleischige Kartoffel aus Öko-Züchtung...“                                                 | |
| 2019 | Quarta                   |           | „keine gymnasiale Oberstufe, sondern die mit den roten Augenflecken“                          | |
| 2020 | –                        |           |                                                                                               | Keine Vergabe |
| 2021 | –                        |           |                                                                                               | Keine Vergabe |
| 2022 | Agria                    |           | „erfolgreiche Pommes-Kartoffel mit großen Knollen“                                            | Agria wurde gewählt, weil sie auch 35 Jahre nach ihrer Züchtung noch immer eine große Bedeutung im bundesdeutschen Kartoffelbau hat und durch ihre Größe und Geschmack hervorragend als Pommes- oder Backkartoffel geeignet ist. |
| 2023 | Angeliter Tannenzapfen   |           | „festkochende Sorte mit länglichen, fingerförmigen Knollen“, „Fingerlingskartoffel“, Rarität. | |
| 2024 | Leyla                    |           | „aromatische, tiefgelbe Premiumkartoffel“                                                     | |